# ناکیلا
ناکیلا (به فنلاندی: Nakkila) یک منطقهٔ مسکونی در فنلاند است که در ساتاکونتا واقع شده‌است.